# Komorniki (Krzyżanowice Średnie)
Komorniki – przysiółek wsi Krzyżanowice Średnie w Polsce, położony w województwie świętokrzyskim, w powiecie pińczowskim, w gminie Pińczów.
W latach 1975–1998 przysiółek administracyjnie należał do województwa kieleckiego.